# Cyphocardamum
Cyphocardamum é um género botânico pertencente à família Brassicaceae.